# Hiéroglyphe égyptien R16
Le fétiche-Oukh en hiéroglyphes égyptiens, est classifié dans la section R « Mobilier cultuel et emblèmes sacrés » de la liste de Gardiner ; il y est noté R16.

## Représentation
Il représente le fétiche du dieu Oukh de Meir adoré à Cusae. C'est une colonne papyriforme (hiéroglyphe M13) surmonté de la double plume de la couronne amonienne. Il est translittéré wḫ / Wḫ.

## Utilisation
| R16 | / | w | x | R16 |

| R16 | / | w | x | R16 |